# Tiberio Ávila
Tiberio Ávila Rodríguez (Viana del Bollo, 1843-Barcelona, 1932) fue un abogado, pintor, profesor y político español.

## Biografía
Nacido el 28 de octubre de 1843 en el municipio orensano de Viana del Bollo, fue diputado en 1873, durante la Primera República, por el distrito orensano de Valdeorras y en 1893 por Barcelona. De ideología republicana, se significó en contra de las corridas de toros. En la capital de España presidió la Sociedad de Acuarelistas de Madrid y durante su estancia en la Ciudad Condal fue profesor en la Escuela de Bellas Artes de Barcelona, donde dio clases entre otros a Pablo Picasso. Murió el 15 de julio de 1932 en Barcelona. En 2011 se inauguró un museo dedicado a él en su localidad natal.